# Джаянанда Тхакур
Джаяна́нда Тхаку́р (IAST: Jayānanda Ṭhākura), также известный как Джаяна́нда Да́са (IAST: Jayānanda Dāsa; имя при рождении — Джим Кор, англ. Jim Kohr; 27 апреля 1939; Дейтон, Огайо — 1 мая 1977; Лос-Анджелес, Калифорния) — вайшнавский религиозный деятель и проповедник, почитаемый в Международном обществе сознания Кришны (ИСККОН) как святой.
Джим Кор родился в городе Дейтоне штата Огайо, в состоятельной американской семье. В 1962 году он окончил инженерный факультет Университета штата Огайо. В 1967 году, работая таксистом в Сан-Франциско, Джим познакомился с кришнаитами и основателем ИСККОН Бхактиведантой Свами Прабхупадой. В том же году, Джим получил от Прабхупады духовное посвящение и духовное имя на санскрите Джаянанда Даса. Затем он помог основать первый кришнаитский храм в Сан-Франциско и стал его президентом. Джаянанда Даса сыграл ключевую роль в организации первого вайшнавского фестиваля Ратха-ятры на Западе, который с тех пор ежегодно проводится кришнаитами во многих крупных городах мира.
3 июня 2012 года на территории храма Джаганнатхи в Раджпуре (Индия) состоялось торжественное открытие самадхи Джаянанды Тхакура.